# Campeonato Europeo de Baloncesto Masculino de 2025
El XLII Campeonato Europeo de Baloncesto Masculino se celebrará conjuntamente en Letonia, Chipre, Finlandia y Polonia entre el 27 de agosto y el 14 de septiembre de 2025 bajo la denominación EuroBasket 2025. El evento es organizado por la Confederación Europea de Baloncesto (FIBA Europa) y las federaciones de baloncesto de los países sedes.
Un total de veinticuatro selecciones nacionales afiliadas a FIBA Europa competirán por el título de campeón europeo, cuyo defensor es el equipo de España, vencedor del EuroBasket de 2022.

## Candidaturas
Al igual que para los tres últimos Eurobasket (2015, 2017 y 2022), FIBA definió tres opciones para organizar los torneos: albergar un grupo preliminar, albergar la fase final o albergar todo el torneo.
Seis países presentaron su candidatura: 
- Chipre: Limassol
- Finlandia: Tampere
- Hungría: Budapest
- Letonia: Riga
- Rusia: Perm
- Ucrania: Kiev, Lviv o Dnipro

El 28 de marzo de 2022, FIBA Europa eligió a Letonia, Chipre y Finlandia como organizadores del torneo, con Letonia albergando la fase final. Ucrania fue considerada como una opción para albergar la fase de grupos. Debido a la invasión rusa de Ucrania, Polonia fue nombrado como el cuarto país organizador.

## Organización

### Sedes
| Riga Letonia                          | Riga Tampere Limassol Katowice | Tampere · Finlandia      |
| Arena Riga                            | Riga Tampere Limassol Katowice | Tampere Deck Arena       |
| Capacidad: 11 200                     | Riga Tampere Limassol Katowice | Capacidad: 13 455        |
| Fase de grupos (Grupo A) y Fase Final | Riga Tampere Limassol Katowice | Fase de grupos (Grupo B) |
|                                       | Riga Tampere Limassol Katowice |                          |
| Limassol Chipre                       | Riga Tampere Limassol Katowice | Katowice · Polonia       |
| Spyros Kyprianu Arena                 | Riga Tampere Limassol Katowice | Spodek                   |
| Capacidad: 8000                       | Riga Tampere Limassol Katowice | Capacidad: 11 500        |
| Fase de grupos (Grupo C)              | Riga Tampere Limassol Katowice | Fase de grupos (Grupo A) |
|                                       | Riga Tampere Limassol Katowice |                          |

## Árbitros
Fueron designados los siguientes 45 árbitros para el torneo:
| - Julio Anaya - Andris Aunkrogers - Kerem Baki - Lorenzo Baldini - Juozas Barkauskas - Fernando Calatrava - Luis Castillo - Ariadna Chueca - Marius Ciulin - Antonio Conde - Gvidas Gedvilas - Viola Györgyi - Martin Horozov - Geert Jacobs - Josip Jurčević | - Matthew Leigh Kallio - Takaki Kato - Ilias Kounelles - Mārtiņš Kozlovskis - Boris Krejić - Saverio Lanzarini - Wojciech Liszka - Gintaras Mačiulis - Nicolas Maestre - Ofer Manheim - Mihkel Männiste - Paulo Marques - Ivor Matějek - Petar Pešić - Gediminas Petraitis | - Georgios Poursanidis - Péter Praksch - Michał Proc - Siniša Prpa - Yohan Rosso - Gatis Saliņš - Carsten Straube - Jorge Vázquez - Ventsislav Velikov - Martin Vulić - Yener Yılmaz - Zafer Yılmaz - Dariusz Zapolski - Sergii Zashchuk - Ademir Zurapović |

## Equipos participantes
| Equipo               | Método de clasificación | Fecha de clasificación   | Apariciones | Última | Mejor resultado              |
| -------------------- | ----------------------- | ------------------------ | ----------- | ------ | ---------------------------- |
| Chipre               | Países anfitriones      | 29 de marzo de 2022      | 0           | —      | —                            |
| Finlandia            | Países anfitriones      | 29 de marzo de 2022      | 17          | 2022   | 6º lugar (1967)              |
| Letonia              | Países anfitriones      | 29 de marzo de 2022      | 14          | 2017   | (1935)                       |
| Polonia              | Países anfitriones      | 17 de septiembre de 2022 | 29          | 2022   | 4º lugar (2022)              |
| Serbia               | Top 2 del Grupo G       | 24 de noviembre de 2024  | 7           | 2022   | (1995, 1997, 2001)           |
| Lituania             | Top 2 del Grupo H       | 24 de noviembre de 2024  | 15          | 2022   | (1937, 1939, 2003)           |
| Eslovenia            | Top 3 del Grupo A       | 25 de noviembre de 2024  | 14          | 2022   | (2017)                       |
| Israel               | Top 3 del Grupo A       | 25 de noviembre de 2024  | 30          | 2022   | (1979)                       |
| Turquía              | Top 3 del Grupo B       | 25 de noviembre de 2024  | 25          | 2022   | (2001)                       |
| Italia               | Top 3 del Grupo B       | 25 de noviembre de 2024  | 38          | 2022   | (1983, 1999)                 |
| España               | Top 3 del Grupo C       | 25 de noviembre de 2024  | 32          | 2022   | (2009, 2011, 2015, 2022)     |
| Bélgica              | Top 3 del Grupo C       | 20 de febrero de 2025    | 18          | 2022   | 4º lugar (1947)              |
| Grecia               | Top 3 del Grupo F       | 21 de febrero de 2025    | 28          | 2022   | (1987, 2005)                 |
| Georgia              | Top 2 del Grupo G       | 21 de febrero de 2025    | 5           | 2022   | 11º lugar (2011)             |
| Estonia              | Top 2 del Grupo H       | 21 de febrero de 2025    | 6           | 2022   | 5º lugar (1937, 1939)        |
| Gran Bretaña         | Top 3 del Grupo F       | 21 de febrero de 2025    | 5           | 2022   | 13º lugar (2009, 2011, 2013) |
| República Checa      | Top 3 del Grupo F       | 21 de febrero de 2025    | 6           | 2022   | 7º lugar (2015)              |
| Francia              | Top 2 del Grupo E       | 21 de febrero de 2025    | 39          | 2022   | (2013)                       |
| Bosnia y Herzegovina | Top 2 del Grupo E       | 21 de febrero de 2025    | 10          | 2022   | 8º lugar (1993)              |
| Portugal             | Top 3 del Grupo A       | 21 de febrero de 2025    | 3           | 2011   | 9º lugar (2007)              |
| Alemania             | Top 3 del Grupo D       | 23 de febrero de 2025    | 25          | 2022   | (1993)                       |
| Montenegro           | Top 3 del Grupo D       | 23 de febrero de 2025    | 4           | 2022   | 13º lugar (2017, 2022)       |
| Suecia               | Top 3 del Grupo D       | 23 de febrero de 2025    | 10          | 2013   | 11º lugar (1995)             |
| Islandia             | Top 3 del Grupo B       | 23 de febrero de 2025    | 2           | 2015   | 24º lugar (2015, 2017)       |

### Sorteo de grupos
El sorteo tuvo lugar en Riga, Letonia, en marzo de 2025. Cada uno de los cuatro anfitriones tuvo derecho a seleccionar una federación asociada para motivos comerciales y de marketing, las cuales estarán ubicadas automáticamente en el mismo grupo.
| Anfitrión | Asociado | Fecha              |
| --------- | -------- | ------------------ |
| Letonia   | Estonia  | 5 de marzo de 2025 |
| Finlandia | Lituania | 5 de marzo de 2025 |
| Chipre    | Grecia   | 5 de marzo de 2025 |
| Polonia   | Islandia | 5 de marzo de 2025 |

Los cabezas de serie se determinaron según el Ranking Mundial FIBA del 25 de febrero de 2025, y los equipos quedaron distribuidos en los siguientes bombos:
| Bombo 1  | Bombo 1 |
| -------- | ------- |
| Serbia   | 2       |
| Alemania | 3       |
| Francia  | 4       |
| España   | 5       |

| Bombo 2   | Bombo 2 |
| --------- | ------- |
| Letonia   | 9       |
| Lituania  | 10      |
| Eslovenia | 11      |
| Grecia    | 13      |

| Bombo 3         | Bombo 3 |
| --------------- | ------- |
| Italia          | 14      |
| Montenegro      | 16      |
| Polonia         | 17      |
| República Checa | 19      |

| Bombo 4   | Bombo 4 |
| --------- | ------- |
| Finlandia | 20      |
| Georgia   | 24      |
| Turquía   | 27      |
| Israel    | 39      |

| Bombo 5              | Bombo 5 |
| -------------------- | ------- |
| Bélgica              | 40      |
| Bosnia y Herzegovina | 41      |
| Estonia              | 43      |
| Gran Bretaña         | 48      |

| Bombo 6  | Bombo 6 |
| -------- | ------- |
| Suecia   | 49      |
| Islandia | 50      |
| Portugal | 56      |
| Chipre   | 85      |

El sorteo de los grupos se llevó a cabo el 27 de marzo de 2025 en Riga (Letonia). Además de los cuatro países anfitriones, clasificados automáticamente, los otros veinte equipos participantes, se dividieron en cuatro bombos. Tras el sorteo, los cuatro grupos quedaron de la siguiente manera:
| Grupo A         | Grupo B      | Grupo C              | Grupo D   |
| --------------- | ------------ | -------------------- | --------- |
| Serbia          | Alemania     | España               | Francia   |
| Letonia         | Lituania     | Grecia               | Eslovenia |
| República Checa | Montenegro   | Italia               | Polonia   |
| Turquía         | Finlandia    | Georgia              | Israel    |
| Estonia         | Gran Bretaña | Bosnia y Herzegovina | Bélgica   |
| Portugal        | Suecia       | Chipre               | Islandia  |

## Fase de grupos
- Todos los partidos en la hora local de Letonia, Chipre y Finlandia (UTC+3) o de Polonia (UTC+2).

### Grupo A
| Pos. | Equipo          | PJ | G | P | PF | PC | DP | Pts | QF               |   | SRB | LAT | CZE | TUR | EST | POR |
| ---- | --------------- | -- | - | - | -- | -- | -- | --- | ---------------- | - | --- | --- | --- | --- | --- | --- |
| 1    | Serbia          | 0  | 0 | 0 | 0  | 0  | 0  | 0   | Octavos de final |   | —   |     | –   |     | –   |     |
| 2    | Letonia (H)     | 0  | 0 | 0 | 0  | 0  | 0  | 0   | Octavos de final |   | –   | —   |     | –   |     |     |
| 3    | República Checa | 0  | 0 | 0 | 0  | 0  | 0  | 0   | Octavos de final |   |     | –   | —   |     | –   | –   |
| 4    | Turquía         | 0  | 0 | 0 | 0  | 0  | 0  | 0   | Octavos de final |   | –   |     | –   | —   |     | –   |
| 5    | Estonia         | 0  | 0 | 0 | 0  | 0  | 0  | 0   |                  |   |     | –   |     | –   | —   | –   |
| 6    | Portugal        | 0  | 0 | 0 | 0  | 0  | 0  | 0   |                  | – | –   |     |     |     | —   |     |

 Fuente: FIBA
Criterios de clasificación: 1) Puntos; 2) Enfrentamientos directos; 3) Diferencia global de puntos; 4) Puntos anotados.
Todos los horarios corresponden al huso horario local (EEST - UTC+3)
Jornada 1
| 27 de agosto | República Checa       | vs.                   | Portugal              | Riga                           |  |
| 14:45        | Parciales: –, –, –, – | Parciales: –, –, –, – | Parciales: –, –, –, – |                                |  |
|              |                       | Reporte               |                       | Pabellón: Arena Riga Árbitros: |  |

| 27 de agosto | Letonia               | vs.                   | Turquía               | Riga                           |  |
| 18:00        | Parciales: –, –, –, – | Parciales: –, –, –, – | Parciales: –, –, –, – |                                |  |
|              |                       | Reporte               |                       | Pabellón: Arena Riga Árbitros: |  |

| 27 de agosto | Serbia                | vs.                   | Estonia               | Riga                           |  |
| 21:15        | Parciales: –, –, –, – | Parciales: –, –, –, – | Parciales: –, –, –, – |                                |  |
|              |                       | Reporte               |                       | Pabellón: Arena Riga Árbitros: |  |

Jornada 2
| 29 de agosto | Turquía               | vs.                   | República Checa       | Riga                           |  |
| 14:45        | Parciales: –, –, –, – | Parciales: –, –, –, – | Parciales: –, –, –, – |                                |  |
|              |                       | Reporte               |                       | Pabellón: Arena Riga Árbitros: |  |

| 29 de agosto | Estonia               | vs.                   | Letonia               | Riga                           |  |
| 18:00        | Parciales: –, –, –, – | Parciales: –, –, –, – | Parciales: –, –, –, – |                                |  |
|              |                       | Reporte               |                       | Pabellón: Arena Riga Árbitros: |  |

| 29 de agosto | Portugal              | vs.                   | Serbia                | Riga                           |  |
| 21:15        | Parciales: –, –, –, – | Parciales: –, –, –, – | Parciales: –, –, –, – |                                |  |
|              |                       | Reporte               |                       | Pabellón: Arena Riga Árbitros: |  |

Jornada 3
| 30 de agosto | República Checa       | vs.                   | Estonia               | Riga                           |  |
| 14:45        | Parciales: –, –, –, – | Parciales: –, –, –, – | Parciales: –, –, –, – |                                |  |
|              |                       | Reporte               |                       | Pabellón: Arena Riga Árbitros: |  |

| 30 de agosto | Letonia               | vs.                   | Serbia                | Riga                           |  |
| 18:00        | Parciales: –, –, –, – | Parciales: –, –, –, – | Parciales: –, –, –, – |                                |  |
|              |                       | Reporte               |                       | Pabellón: Arena Riga Árbitros: |  |

| 30 de agosto | Turquía               | vs.                   | Portugal              | Riga                           |  |
| 21:15        | Parciales: –, –, –, – | Parciales: –, –, –, – | Parciales: –, –, –, – |                                |  |
|              |                       | Reporte               |                       | Pabellón: Arena Riga Árbitros: |  |

Jornada 4
| 1 de septiembre | Estonia               | vs.                   | Turquía               | Riga                           |  |
| 14:45           | Parciales: –, –, –, – | Parciales: –, –, –, – | Parciales: –, –, –, – |                                |  |
|                 |                       | Reporte               |                       | Pabellón: Arena Riga Árbitros: |  |

| 1 de septiembre | Portugal              | vs.                   | Letonia               | Riga                           |  |
| 18:00           | Parciales: –, –, –, – | Parciales: –, –, –, – | Parciales: –, –, –, – |                                |  |
|                 |                       | Reporte               |                       | Pabellón: Arena Riga Árbitros: |  |

| 1 de septiembre | Serbia                | vs.                   | República Checa       | Riga                           |  |
| 21:15           | Parciales: –, –, –, – | Parciales: –, –, –, – | Parciales: –, –, –, – |                                |  |
|                 |                       | Reporte               |                       | Pabellón: Arena Riga Árbitros: |  |

Jornada 5
| 3 de septiembre | Estonia               | vs.                   | Portugal              | Riga                           |  |
| 14:45           | Parciales: –, –, –, – | Parciales: –, –, –, – | Parciales: –, –, –, – |                                |  |
|                 |                       | Reporte               |                       | Pabellón: Arena Riga Árbitros: |  |

| 3 de septiembre | República Checa       | vs.                   | Letonia               | Riga                           |  |
| 18:00           | Parciales: –, –, –, – | Parciales: –, –, –, – | Parciales: –, –, –, – |                                |  |
|                 |                       | Reporte               |                       | Pabellón: Arena Riga Árbitros: |  |

| 3 de septiembre | Turquía               | vs.                   | Serbia                | Riga                           |  |
| 21:15           | Parciales: –, –, –, – | Parciales: –, –, –, – | Parciales: –, –, –, – |                                |  |
|                 |                       | Reporte               |                       | Pabellón: Arena Riga Árbitros: |  |

### Grupo B
| Pos. | Equipo        | PJ | G | P | PF | PC | DP | Pts | QF               |  | GER | LTU | MNE | FIN | GBR | SWE |
| ---- | ------------- | -- | - | - | -- | -- | -- | --- | ---------------- |  | --- | --- | --- | --- | --- | --- |
| 1    | Alemania      | 0  | 0 | 0 | 0  | 0  | 0  | 0   | Octavos de final |  | —   |     |     |     | –   | –   |
| 2    | Lituania      | 0  | 0 | 0 | 0  | 0  | 0  | 0   | Octavos de final |  | –   | —   | –   |     |     | –   |
| 3    | Montenegro    | 0  | 0 | 0 | 0  | 0  | 0  | 0   | Octavos de final |  | –   |     | —   | –   | –   |     |
| 4    | Finlandia (H) | 0  | 0 | 0 | 0  | 0  | 0  | 0   | Octavos de final |  | –   | –   |     | —   | –   |     |
| 5    | Gran Bretaña  | 0  | 0 | 0 | 0  | 0  | 0  | 0   |                  |  |     | –   |     |     | —   | –   |
| 6    | Suecia        | 0  | 0 | 0 | 0  | 0  | 0  | 0   |                  |  |     | –   | –   |     | —   |     |

 Fuente: FIBA
Criterios de clasificación: 1) Puntos; 2) Enfrentamientos directos; 3) Diferencia global de puntos; 4) Puntos anotados.
Todos los horarios corresponden al huso horario local (EEST - UTC+3)
Jornada 1
| 27 de agosto | Gran Bretaña          | vs.                   | Lituania              | Tampere                                |  |
| 13:30        | Parciales: –, –, –, – | Parciales: –, –, –, – | Parciales: –, –, –, – |                                        |  |
|              |                       | Reporte               |                       | Pabellón: Tampere Deck Arena Árbitros: |  |

| 27 de agosto | Montenegro            | vs.                   | Alemania              | Tampere                                |  |
| 16:30        | Parciales: –, –, –, – | Parciales: –, –, –, – | Parciales: –, –, –, – |                                        |  |
|              |                       | Reporte               |                       | Pabellón: Tampere Deck Arena Árbitros: |  |

| 27 de agosto | Suecia                | vs.                   | Finlandia             | Tampere                                |  |
| 20:30        | Parciales: –, –, –, – | Parciales: –, –, –, – | Parciales: –, –, –, – |                                        |  |
|              |                       | Reporte               |                       | Pabellón: Tampere Deck Arena Árbitros: |  |

Jornada 2
| 29 de agosto | Alemania              | vs.                   | Suecia                | Tampere                                |  |
| 13:30        | Parciales: –, –, –, – | Parciales: –, –, –, – | Parciales: –, –, –, – |                                        |  |
|              |                       | Reporte               |                       | Pabellón: Tampere Deck Arena Árbitros: |  |

| 29 de agosto | Lituania              | vs.                   | Montenegro            | Tampere                                |  |
| 16:30        | Parciales: –, –, –, – | Parciales: –, –, –, – | Parciales: –, –, –, – |                                        |  |
|              |                       | Reporte               |                       | Pabellón: Tampere Deck Arena Árbitros: |  |

| 29 de agosto | Finlandia             | vs.                   | Gran Bretaña          | Tampere                                |  |
| 20:30        | Parciales: –, –, –, – | Parciales: –, –, –, – | Parciales: –, –, –, – |                                        |  |
|              |                       | Reporte               |                       | Pabellón: Tampere Deck Arena Árbitros: |  |

Jornada 3
| 30 de agosto | Lituania              | vs.                   | Alemania              | Tampere                                |  |
| 13:30        | Parciales: –, –, –, – | Parciales: –, –, –, – | Parciales: –, –, –, – |                                        |  |
|              |                       | Reporte               |                       | Pabellón: Tampere Deck Arena Árbitros: |  |

| 30 de agosto | Gran Bretaña          | vs.                   | Suecia                | Tampere                                |  |
| 16:30        | Parciales: –, –, –, – | Parciales: –, –, –, – | Parciales: –, –, –, – |                                        |  |
|              |                       | Reporte               |                       | Pabellón: Tampere Deck Arena Árbitros: |  |

| 30 de agosto | Montenegro            | vs.                   | Finlandia             | Tampere                                |  |
| 20:30        | Parciales: –, –, –, – | Parciales: –, –, –, – | Parciales: –, –, –, – |                                        |  |
|              |                       | Reporte               |                       | Pabellón: Tampere Deck Arena Árbitros: |  |

Jornada 4
| 1 de septiembre | Suecia                | vs.                   | Montenegro            | Tampere                                |  |
| 13:30           | Parciales: –, –, –, – | Parciales: –, –, –, – | Parciales: –, –, –, – |                                        |  |
|                 |                       | Reporte               |                       | Pabellón: Tampere Deck Arena Árbitros: |  |

| 1 de septiembre | Alemania              | vs.                   | Gran Bretaña          | Tampere                                |  |
| 16:30           | Parciales: –, –, –, – | Parciales: –, –, –, – | Parciales: –, –, –, – |                                        |  |
|                 |                       | Reporte               |                       | Pabellón: Tampere Deck Arena Árbitros: |  |

| 1 de septiembre | Finlandia             | vs.                   | Lituania              | Tampere                                |  |
| 20:30           | Parciales: –, –, –, – | Parciales: –, –, –, – | Parciales: –, –, –, – |                                        |  |
|                 |                       | Reporte               |                       | Pabellón: Tampere Deck Arena Árbitros: |  |

Jornada 5
| 3 de septiembre | Montenegro            | vs.                   | Gran Bretaña          | Tampere                                |  |
| 13:30           | Parciales: –, –, –, – | Parciales: –, –, –, – | Parciales: –, –, –, – |                                        |  |
|                 |                       | Reporte               |                       | Pabellón: Tampere Deck Arena Árbitros: |  |

| 3 de septiembre | Lituania              | vs.                   | Suecia                | Tampere                                |  |
| 16:30           | Parciales: –, –, –, – | Parciales: –, –, –, – | Parciales: –, –, –, – |                                        |  |
|                 |                       | Reporte               |                       | Pabellón: Tampere Deck Arena Árbitros: |  |

| 3 de septiembre | Finlandia             | vs.                   | Alemania              | Tampere                                |  |
| 20:30           | Parciales: –, –, –, – | Parciales: –, –, –, – | Parciales: –, –, –, – |                                        |  |
|                 |                       | Reporte               |                       | Pabellón: Tampere Deck Arena Árbitros: |  |

### Grupo C
| Pos. | Equipo               | PJ | G | P | PF | PC | DP | Pts | QF               |  | ESP | GRE | ITA | GEO | BIH | CYP |
| ---- | -------------------- | -- | - | - | -- | -- | -- | --- | ---------------- |  | --- | --- | --- | --- | --- | --- |
| 1    | España               | 0  | 0 | 0 | 0  | 0  | 0  | 0   | Octavos de final |  | —   | –   |     |     | –   | –   |
| 2    | Grecia               | 0  | 0 | 0 | 0  | 0  | 0  | 0   | Octavos de final |  |     | —   | –   |     | –   |     |
| 3    | Italia               | 0  | 0 | 0 | 0  | 0  | 0  | 0   | Octavos de final |  | –   |     | —   | –   |     | –   |
| 4    | Georgia              | 0  | 0 | 0 | 0  | 0  | 0  | 0   | Octavos de final |  | –   | –   |     | —   |     |     |
| 5    | Bosnia y Herzegovina | 0  | 0 | 0 | 0  | 0  | 0  | 0   |                  |  |     |     | –   | –   | —   | –   |
| 6    | Chipre (H)           | 0  | 0 | 0 | 0  | 0  | 0  | 0   |                  |  | –   |     | –   |     | —   |     |

 Fuente: FIBA
Criterios de clasificación: 1) Puntos; 2) Enfrentamientos directos; 3) Diferencia global de puntos; 4) Puntos anotados.
Todos los horarios corresponden al huso horario local (EEST - UTC+3)
Jornada 1
| 28 de agosto | Georgia               | vs.                   | España                | Limasol                                   |  |
| 15:00        | Parciales: –, –, –, – | Parciales: –, –, –, – | Parciales: –, –, –, – |                                           |  |
|              |                       | Reporte               |                       | Pabellón: Spyros Kyprianu Arena Árbitros: |  |

| 28 de agosto | Bosnia y Herzegovina  | vs.                   | Chipre                | Limasol                                   |  |
| 18:15        | Parciales: –, –, –, – | Parciales: –, –, –, – | Parciales: –, –, –, – |                                           |  |
|              |                       | Reporte               |                       | Pabellón: Spyros Kyprianu Arena Árbitros: |  |

| 28 de agosto | Grecia                | vs.                   | Italia                | Limasol                                   |  |
| 21:30        | Parciales: –, –, –, – | Parciales: –, –, –, – | Parciales: –, –, –, – |                                           |  |
|              |                       | Reporte               |                       | Pabellón: Spyros Kyprianu Arena Árbitros: |  |

Jornada 2
| 30 de agosto | Italia                | vs.                   | Georgia               | Limasol                                   |  |
| 15:00        | Parciales: –, –, –, – | Parciales: –, –, –, – | Parciales: –, –, –, – |                                           |  |
|              |                       | Reporte               |                       | Pabellón: Spyros Kyprianu Arena Árbitros: |  |

| 30 de agosto | Chipre                | vs.                   | Grecia                | Limasol                                   |  |
| 18:15        | Parciales: –, –, –, – | Parciales: –, –, –, – | Parciales: –, –, –, – |                                           |  |
|              |                       | Reporte               |                       | Pabellón: Spyros Kyprianu Arena Árbitros: |  |

| 30 de agosto | España                | vs.                   | Bosnia y Herzegovina  | Limasol                                   |  |
| 21:30        | Parciales: –, –, –, – | Parciales: –, –, –, – | Parciales: –, –, –, – |                                           |  |
|              |                       | Reporte               |                       | Pabellón: Spyros Kyprianu Arena Árbitros: |  |

Jornada 3
| 31 de agosto | Georgia               | vs.                   | Grecia                | Limasol                                   |  |
| 15:00        | Parciales: –, –, –, – | Parciales: –, –, –, – | Parciales: –, –, –, – |                                           |  |
|              |                       | Reporte               |                       | Pabellón: Spyros Kyprianu Arena Árbitros: |  |

| 31 de agosto | España                | vs.                   | Chipre                | Limasol                                   |  |
| 18:15        | Parciales: –, –, –, – | Parciales: –, –, –, – | Parciales: –, –, –, – |                                           |  |
|              |                       | Reporte               |                       | Pabellón: Spyros Kyprianu Arena Árbitros: |  |

| 31 de agosto | Bosnia y Herzegovina  | vs.                   | Italia                | Limasol                                   |  |
| 21:30        | Parciales: –, –, –, – | Parciales: –, –, –, – | Parciales: –, –, –, – |                                           |  |
|              |                       | Reporte               |                       | Pabellón: Spyros Kyprianu Arena Árbitros: |  |

Jornada 4
| 2 de septiembre | Grecia                | vs.                   | Bosnia y Herzegovina  | Limasol                                   |  |
| 15:00           | Parciales: –, –, –, – | Parciales: –, –, –, – | Parciales: –, –, –, – |                                           |  |
|                 |                       | Reporte               |                       | Pabellón: Spyros Kyprianu Arena Árbitros: |  |

| 2 de septiembre | Chipre                | vs.                   | Georgia               | Limasol                                   |  |
| 18:15           | Parciales: –, –, –, – | Parciales: –, –, –, – | Parciales: –, –, –, – |                                           |  |
|                 |                       | Reporte               |                       | Pabellón: Spyros Kyprianu Arena Árbitros: |  |

| 2 de septiembre | Italia                | vs.                   | España                | Limasol                                   |  |
| 21:30           | Parciales: –, –, –, – | Parciales: –, –, –, – | Parciales: –, –, –, – |                                           |  |
|                 |                       | Reporte               |                       | Pabellón: Spyros Kyprianu Arena Árbitros: |  |

Jornada 5
| 4 de septiembre | Bosnia y Herzegovina  | vs.                   | Georgia               | Limasol                                   |  |
| 15:00           | Parciales: –, –, –, – | Parciales: –, –, –, – | Parciales: –, –, –, – |                                           |  |
|                 |                       | Reporte               |                       | Pabellón: Spyros Kyprianu Arena Árbitros: |  |

| 4 de septiembre | Italia                | vs.                   | Chipre                | Limasol                                   |  |
| 18:15           | Parciales: –, –, –, – | Parciales: –, –, –, – | Parciales: –, –, –, – |                                           |  |
|                 |                       | Reporte               |                       | Pabellón: Spyros Kyprianu Arena Árbitros: |  |

| 4 de septiembre | España                | vs.                   | Grecia                | Limasol                                   |  |
| 21:30           | Parciales: –, –, –, – | Parciales: –, –, –, – | Parciales: –, –, –, – |                                           |  |
|                 |                       | Reporte               |                       | Pabellón: Spyros Kyprianu Arena Árbitros: |  |

### Grupo D
| Pos. | Equipo      | PJ | G | P | PF | PC | DP | Pts | QF               |  | FRA | SVN | POL | ISR | BEL | ISL |
| ---- | ----------- | -- | - | - | -- | -- | -- | --- | ---------------- |  | --- | --- | --- | --- | --- | --- |
| 1    | Francia     | 0  | 0 | 0 | 0  | 0  | 0  | 0   | Octavos de final |  | —   | –   | –   |     |     | –   |
| 2    | Eslovenia   | 0  | 0 | 0 | 0  | 0  | 0  | 0   | Octavos de final |  |     | —   | –   |     | –   |     |
| 3    | Polonia (H) | 0  | 0 | 0 | 0  | 0  | 0  | 0   | Octavos de final |  |     |     | —   | –   | –   | –   |
| 4    | Israel      | 0  | 0 | 0 | 0  | 0  | 0  | 0   | Octavos de final |  | –   | –   |     | —   |     | –   |
| 5    | Bélgica     | 0  | 0 | 0 | 0  | 0  | 0  | 0   |                  |  | –   |     |     | –   | —   |     |
| 6    | Islandia    | 0  | 0 | 0 | 0  | 0  | 0  | 0   |                  |  | –   |     |     | –   | —   |     |

 Fuente: FIBA
Criterios de clasificación: 1) Puntos; 2) Enfrentamientos directos; 3) Diferencia global de puntos; 4) Puntos anotados.
Todos los horarios corresponden al huso horario local (CEST - UTC+2)
Jornada 1
| 28 de agosto | Israel                | vs.                   | Islandia              | Katowice                   |  |
| 14:00        | Parciales: –, –, –, – | Parciales: –, –, –, – | Parciales: –, –, –, – |                            |  |
|              |                       | Reporte               |                       | Pabellón: Spodek Árbitros: |  |

| 28 de agosto | Bélgica               | vs.                   | Francia               | Katowice                   |  |
| 17:00        | Parciales: –, –, –, – | Parciales: –, –, –, – | Parciales: –, –, –, – |                            |  |
|              |                       | Reporte               |                       | Pabellón: Spodek Árbitros: |  |

| 28 de agosto | Eslovenia             | vs.                   | Polonia               | Katowice                   |  |
| 20:30        | Parciales: –, –, –, – | Parciales: –, –, –, – | Parciales: –, –, –, – |                            |  |
|              |                       | Reporte               |                       | Pabellón: Spodek Árbitros: |  |

Jornada 2
| 30 de agosto | Islandia              | vs.                   | Bélgica               | Katowice                   |  |
| 14:00        | Parciales: –, –, –, – | Parciales: –, –, –, – | Parciales: –, –, –, – |                            |  |
|              |                       | Reporte               |                       | Pabellón: Spodek Árbitros: |  |

| 30 de agosto | Francia               | vs.                   | Eslovenia             | Katowice                   |  |
| 17:00        | Parciales: –, –, –, – | Parciales: –, –, –, – | Parciales: –, –, –, – |                            |  |
|              |                       | Reporte               |                       | Pabellón: Spodek Árbitros: |  |

| 30 de agosto | Polonia               | vs.                   | Israel                | Katowice                   |  |
| 20:30        | Parciales: –, –, –, – | Parciales: –, –, –, – | Parciales: –, –, –, – |                            |  |
|              |                       | Reporte               |                       | Pabellón: Spodek Árbitros: |  |

Jornada 3
| 31 de agosto | Eslovenia             | vs.                   | Bélgica               | Katowice                   |  |
| 14:00        | Parciales: –, –, –, – | Parciales: –, –, –, – | Parciales: –, –, –, – |                            |  |
|              |                       | Reporte               |                       | Pabellón: Spodek Árbitros: |  |

| 31 de agosto | Israel                | vs.                   | Francia               | Katowice                   |  |
| 17:00        | Parciales: –, –, –, – | Parciales: –, –, –, – | Parciales: –, –, –, – |                            |  |
|              |                       | Reporte               |                       | Pabellón: Spodek Árbitros: |  |

| 31 de agosto | Polonia               | vs.                   | Islandia              | Katowice                   |  |
| 20:30        | Parciales: –, –, –, – | Parciales: –, –, –, – | Parciales: –, –, –, – |                            |  |
|              |                       | Reporte               |                       | Pabellón: Spodek Árbitros: |  |

Jornada 4
| 2 de septiembre | Bélgica               | vs.                   | Israel                | Katowice                   |  |
| 14:00           | Parciales: –, –, –, – | Parciales: –, –, –, – | Parciales: –, –, –, – |                            |  |
|                 |                       | Reporte               |                       | Pabellón: Spodek Árbitros: |  |

| 2 de septiembre | Islandia              | vs.                   | Eslovenia             | Katowice                   |  |
| 17:00           | Parciales: –, –, –, – | Parciales: –, –, –, – | Parciales: –, –, –, – |                            |  |
|                 |                       | Reporte               |                       | Pabellón: Spodek Árbitros: |  |

| 2 de septiembre | Francia               | vs.                   | Polonia               | Katowice                   |  |
| 20:30           | Parciales: –, –, –, – | Parciales: –, –, –, – | Parciales: –, –, –, – |                            |  |
|                 |                       | Reporte               |                       | Pabellón: Spodek Árbitros: |  |

Jornada 5
| 4 de septiembre | Francia               | vs.                   | Islandia              | Katowice                   |  |
| 14:00           | Parciales: –, –, –, – | Parciales: –, –, –, – | Parciales: –, –, –, – |                            |  |
|                 |                       | Reporte               |                       | Pabellón: Spodek Árbitros: |  |

| 4 de septiembre | Israel                | vs.                   | Eslovenia             | Katowice                   |  |
| 17:00           | Parciales: –, –, –, – | Parciales: –, –, –, – | Parciales: –, –, –, – |                            |  |
|                 |                       | Reporte               |                       | Pabellón: Spodek Árbitros: |  |

| 4 de septiembre | Polonia               | vs.                   | Bélgica               | Katowice                   |  |
| 20:30           | Parciales: –, –, –, – | Parciales: –, –, –, – | Parciales: –, –, –, – |                            |  |
|                 |                       | Reporte               |                       | Pabellón: Spodek Árbitros: |  |

## Fase eliminatoria
Todos los horarios corresponden al huso horario local de Letonia (EEST - UTC+3)
|  | Octavos de final    | Octavos de final    | Octavos de final    |  |  | Cuartos de final     | Cuartos de final     | Cuartos de final     |  |  | Semifinales      | Semifinales      | Semifinales      |  |  | Final            | Final            | Final            |  |
|  | 6 y 7 de septiembre | 6 y 7 de septiembre | 6 y 7 de septiembre |  |  | 9 y 10 de septiembre | 9 y 10 de septiembre | 9 y 10 de septiembre |  |  | 12 de septiembre | 12 de septiembre | 12 de septiembre |  |  | 14 de septiembre | 14 de septiembre | 14 de septiembre |  |
|  |                     |                     |                     |  |  |                      |                      |                      |  |  |                  |                  |                  |  |  |                  |                  |                  |  |
|  |                     |                     |                     |  |  |                      |                      |                      |  |  |                  |                  |                  |  |  |                  |                  |                  |  |
|  | C1                  |                     |                     |  |  |                      |                      |                      |  |  |                  |                  |                  |  |  |                  |                  |                  |  |
|  |                     |                     |                     |  |  |                      |                      |                      |  |  |                  |                  |                  |  |  |                  |                  |                  |  |
|  | D4                  |                     |                     |  |  |                      |                      |                      |  |  |                  |                  |                  |  |  |                  |                  |                  |  |
|  |                     |                     |                     |  |  |                      |                      |                      |  |  |                  |                  |                  |  |  |                  |                  |                  |  |
|  |                     |                     |                     |  |  |                      |                      |                      |  |  |                  |                  |                  |  |  |                  |                  |                  |  |
|  |                     |                     |                     |  |  |                      |                      |                      |  |  |                  |                  |                  |  |  |                  |                  |                  |  |
|  | D2                  |                     |                     |  |  |                      |                      |                      |  |  |                  |                  |                  |  |  |                  |                  |                  |  |
|  |                     |                     |                     |  |  |                      |                      |                      |  |  |                  |                  |                  |  |  |                  |                  |                  |  |
|  | C3                  |                     |                     |  |  |                      |                      |                      |  |  |                  |                  |                  |  |  |                  |                  |                  |  |
|  |                     |                     |                     |  |  |                      |                      |                      |  |  |                  |                  |                  |  |  |                  |                  |                  |  |
|  |                     |                     |                     |  |  |                      |                      |                      |  |  |                  |                  |                  |  |  |                  |                  |                  |  |
|  |                     |                     |                     |  |  |                      |                      |                      |  |  |                  |                  |                  |  |  |                  |                  |                  |  |
|  | C2                  |                     |                     |  |  |                      |                      |                      |  |  |                  |                  |                  |  |  |                  |                  |                  |  |
|  |                     |                     |                     |  |  |                      |                      |                      |  |  |                  |                  |                  |  |  |                  |                  |                  |  |
|  | D3                  |                     |                     |  |  |                      |                      |                      |  |  |                  |                  |                  |  |  |                  |                  |                  |  |
|  |                     |                     |                     |  |  |                      |                      |                      |  |  |                  |                  |                  |  |  |                  |                  |                  |  |
|  |                     |                     |                     |  |  |                      |                      |                      |  |  |                  |                  |                  |  |  |                  |                  |                  |  |
|  |                     |                     |                     |  |  |                      |                      |                      |  |  |                  |                  |                  |  |  |                  |                  |                  |  |
|  | D1                  |                     |                     |  |  |                      |                      |                      |  |  |                  |                  |                  |  |  |                  |                  |                  |  |
|  |                     |                     |                     |  |  |                      |                      |                      |  |  |                  |                  |                  |  |  |                  |                  |                  |  |
|  | C4                  |                     |                     |  |  |                      |                      |                      |  |  |                  |                  |                  |  |  |                  |                  |                  |  |
|  |                     |                     |                     |  |  |                      |                      |                      |  |  |                  |                  |                  |  |  |                  |                  |                  |  |
|  |                     |                     |                     |  |  |                      |                      |                      |  |  |                  |                  |                  |  |  |                  |                  |                  |  |
|  |                     |                     |                     |  |  |                      |                      |                      |  |  |                  |                  |                  |  |  |                  |                  |                  |  |
|  | A2                  |                     |                     |  |  |                      |                      |                      |  |  |                  |                  |                  |  |  |                  |                  |                  |  |
|  |                     |                     |                     |  |  |                      |                      |                      |  |  |                  |                  |                  |  |  |                  |                  |                  |  |
|  | B3                  |                     |                     |  |  |                      |                      |                      |  |  |                  |                  |                  |  |  |                  |                  |                  |  |
|  |                     |                     |                     |  |  |                      |                      |                      |  |  |                  |                  |                  |  |  |                  |                  |                  |  |
|  |                     |                     |                     |  |  |                      |                      |                      |  |  |                  |                  |                  |  |  |                  |                  |                  |  |
|  |                     |                     |                     |  |  |                      |                      |                      |  |  |                  |                  |                  |  |  |                  |                  |                  |  |
|  | B1                  |                     |                     |  |  |                      |                      |                      |  |  |                  |                  |                  |  |  |                  |                  |                  |  |
|  |                     |                     |                     |  |  |                      |                      |                      |  |  |                  |                  |                  |  |  |                  |                  |                  |  |
|  | A4                  |                     |                     |  |  |                      |                      |                      |  |  |                  |                  |                  |  |  |                  |                  |                  |  |
|  |                     |                     |                     |  |  |                      |                      |                      |  |  |                  |                  |                  |  |  |                  |                  |                  |  |
|  |                     |                     |                     |  |  |                      |                      |                      |  |  |                  |                  |                  |  |  |                  |                  |                  |  |
|  |                     |                     |                     |  |  |                      |                      |                      |  |  |                  |                  |                  |  |  |                  |                  |                  |  |
|  | A1                  |                     |                     |  |  |                      |                      |                      |  |  |                  |                  |                  |  |  |                  |                  |                  |  |
|  |                     |                     |                     |  |  |                      |                      |                      |  |  |                  |                  |                  |  |  |                  |                  |                  |  |
|  | B4                  |                     |                     |  |  |                      |                      |                      |  |  |                  |                  |                  |  |  |                  |                  |                  |  |
|  |                     |                     |                     |  |  |                      |                      |                      |  |  |                  | Tercer lugar     |                  |  |  |                  |                  |                  |  |
|  |                     |                     |                     |  |  |                      |                      |                      |  |  |                  |                  |                  |  |  |                  |                  |                  |  |
|  |                     |                     |                     |  |  |                      |                      |                      |  |  |                  |                  |                  |  |  |                  |                  |                  |  |
|  | B2                  |                     |                     |  |  |                      |                      |                      |  |  |                  |                  |                  |  |  |                  |                  |                  |  |
|  |                     |                     |                     |  |  |                      |                      |                      |  |  |                  |                  |                  |  |  |                  |                  |                  |  |
|  | A3                  |                     |                     |  |  |                      |                      |                      |  |  |                  |                  |                  |  |  |                  |                  |                  |  |
|  |                     |                     |                     |  |  |                      |                      |                      |  |  |                  |                  |                  |  |  |                  |                  |                  |  |
|  |                     |                     |                     |  |  |                      |                      |                      |  |  |                  |                  |                  |  |  |                  |                  |                  |  |

### Octavos de final
| 6 de septiembre | B2                    | vs. | A3 | Riga                           |
|                 | Parciales: –, –, –, – |     |    |                                |
|                 |                       |     |    | Pabellón: Riga Arena Árbitros: |

| 6 de septiembre | A1                    | vs. | B4 | Riga                           |
|                 | Parciales: –, –, –, – |     |    |                                |
|                 |                       |     |    | Pabellón: Riga Arena Árbitros: |

| 6 de septiembre | B1                    | vs. | A4 | Riga                           |
|                 | Parciales: –, –, –, – |     |    |                                |
|                 |                       |     |    | Pabellón: Riga Arena Árbitros: |

| 6 de septiembre | A2                    | vs. | B3 | Riga                           |
|                 | Parciales: –, –, –, – |     |    |                                |
|                 |                       |     |    | Pabellón: Riga Arena Árbitros: |

| 7 de septiembre | C1                    | vs. | D4 | Riga                           |
|                 | Parciales: –, –, –, – |     |    |                                |
|                 |                       |     |    | Pabellón: Riga Arena Árbitros: |

| 7 de septiembre | D2                    | vs. | C3 | Riga                           |
|                 | Parciales: –, –, –, – |     |    |                                |
|                 |                       |     |    | Pabellón: Riga Arena Árbitros: |

| 7 de septiembre | C2                    | vs. | D3 | Riga                           |
|                 | Parciales: –, –, –, – |     |    |                                |
|                 |                       |     |    | Pabellón: Riga Arena Árbitros: |

| 7 de septiembre | D1                    | vs. | C4 | Riga                           |
|                 | Parciales: –, –, –, – |     |    |                                |
|                 |                       |     |    | Pabellón: Riga Arena Árbitros: |

### Cuartos de final
| 9 de septiembre | Ganador OF1           | vs. | Ganador OF2 | Riga                           |
|                 | Parciales: –, –, –, – |     |             |                                |
|                 |                       |     |             | Pabellón: Riga Arena Árbitros: |

| 9 de septiembre | Ganador OF3           | vs. | Ganador OF4 | Riga                           |
|                 | Parciales: –, –, –, – |     |             |                                |
|                 |                       |     |             | Pabellón: Riga Arena Árbitros: |

| 10 de septiembre | Ganador OF5           | vs. | Ganador OF6 | Riga                           |
|                  | Parciales: –, –, –, – |     |             |                                |
|                  |                       |     |             | Pabellón: Riga Arena Árbitros: |

| 10 de septiembre | Ganador OF7           | vs. | Ganador OF8 | Riga                           |
|                  | Parciales: –, –, –, – |     |             |                                |
|                  |                       |     |             | Pabellón: Riga Arena Árbitros: |

### Semifinales
| 12 de septiembre | Ganador QF1           | vs. | Ganador QF2 | Riga                           |
|                  | Parciales: –, –, –, – |     |             |                                |
|                  |                       |     |             | Pabellón: Riga Arena Árbitros: |

| 12 de septiembre | Ganador QF3           | vs. | Ganador QF4 | Riga                           |
|                  | Parciales: –, –, –, – |     |             |                                |
|                  |                       |     |             | Pabellón: Riga Arena Árbitros: |

### Tercer lugar
| 14 de septiembre | Perdedor SF1          | vs.                   | Perdedor SF2          | Riga                           |
| 17:00            | Parciales: –, –, –, – | Parciales: –, –, –, – | Parciales: –, –, –, – |                                |
|                  |                       |                       |                       | Pabellón: Riga Arena Árbitros: |

### Final
| 14 de septiembre | Ganador SF1           | vs.                   | Ganador SF2           | Riga                           |
| 21:00            | Parciales: –, –, –, – | Parciales: –, –, –, – | Parciales: –, –, –, – |                                |
|                  |                       |                       |                       | Pabellón: Riga Arena Árbitros: |